# Frente de Izquierdas (Rusia)

Logo de Frente de Izquierdas

El Frente de Izquierdas (en ruso: Левый Фронт, transliterado Levyy Frente) es un frente unido de organizaciones políticas en Rusia. Es abiertamente crítico con el presidente Vladímir Putin.

## Historia
El primer congreso constituyente del Frente Izquierdo tuvo lugar el 18 de octubre de 2008 en Moscú. La principal directriz de trabajo tras el congreso fue hacer uso de movimientos sociales, sindicatos, y colectivos laborales. El objetivo secundario de los activistas del Frente fue denominado "propaganda de acción", por el cual las ideas y demandas de los activistas de izquierdas debe acercarse a la sociedad en forma de acción directa, con el objetivo de superar las dificultades de acceso a los medios de comunicación. Además, el Frente de Izquierdas ha organizado campamentos de verano juveniles, escuelas de militancia, conferencias, grupos para el estudio de la ideología y práctica socialista, cineclubs, conciertos y otras actividades.
En total, a lo largo de más de año y medio (entre verano de 2008 y otoño de 2009), el Frente de Izquierdas organizó más 40 conferencias regionales.

## Acciones

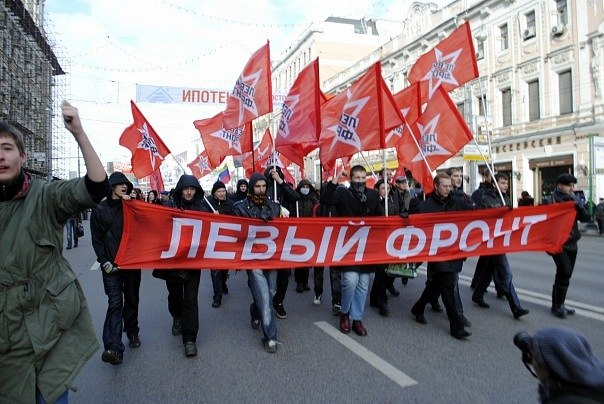
Comitiva del Frente de Izquierdas en una manifestación el 7 de noviembre de 2010

El Frente de Izquierdas realiza tanto acciones autorizadas como no autorizadas. Uno de sus eventos de promoción más famoso es denominado el "Día de la Ira", organizado por la organización en Moscú y otras regiones del país. Además, el Frente de Izquierdas y sus aliados realizan acciones bajo el nombre de "Anticapitalismo", algo que está prohibido según la ley rusa, con el objetivo de mostrar la presencia de las fuerzas con orientación anticapitalista.

## Postura en contra de la guerra en Ucrania
A diferencia de la mayoría de las organizaciones de izquierdas, el Frente de Izquierdas se ha posicionado contra la guerra del Dombás. El cuarto congreso del movimiento tuvo lugar en Moscú el 23 de agosto de 2014, en el que los delegados eligieron al nuevo comité ejecutivo. Ningún partidario de las repúblicas autoproclamadas fue elegidos. Durante el congreso también se aprobó una resolución bajo el título "¡Guerra contra la guerra!". Darya Mitina, miembro saliente del consejo de la organización, abandonó la organización después del congreso.
La resolución del congreso afirma: "Necesitamos la campaña a favor de la paz, contra la matanza y la venta masiva de sangre. Esta campaña no debe ser el apoyo de la guerra en la retaguardia del "oponente". Estar en contra de la operación militar del gobierno de Kiev no significa apoyar a Putin y Strelkov. Estar en contra de Putin no significa apoyar la acción militar del gobierno de Kiev. El pueblo necesita una campaña por la paz, contra los políticos y oligarcas crueles y avariciosos que sacan beneficio del dolor ajeno".

## Estructura
El más alto órgano de gobierno del Frente de Izquierdas es el Congreso. El Consejo del Frente lleva el liderazgo del movimiento, y el Comité Ejecutivo es el cuerpo operacional de la organización.